# V petek zvečer
Za televizijsko oddajo glej: V petek zvečer
V petek zvečer (s podnaslovom ... se žura – adijo matura!) je slovenski nizkoproračunski film, prvenec režiserja Danijela Srake iz leta 2000. Film je bil premierno prikazan na 3. slovenskem filmskem festivalu. V slovenskih kinodvoranah si ga je ogledalo 4.616 gledalcev, istega leta pa je izšel tudi v formatu VHS.
Film je lahkotna najstniška komedija o razredu dijakov, ki jim zaradi slabega učnega uspeha učitelji zagrozijo, da bodo ostali brez tradicionalne zabave ob zaključku letnika. Letnik morajo izdelati vsi, zato se poslužujejo najrazličnejših načinov, da bi izboljšali svoje ocene – blefiranja, plonkanja ipd. Seveda se pri tem ne odpovejo petkovim zabavam in romancam, kar dodatno zaplete situacijo.